# لیندا بنگلیس
لیندا بنگلیس (به انگلیسی: Lynda Benglis) (زادهٔ ۱۹۴۱) مجسمه‌ساز و هنرمند حوزهٔ هنرهای تجسمی اهل آمریکاست. شهرت بنگلیس بیشتر به‌خاطر نقاشی‌های مومی و مجسمه‌هایی از جنس لاتکس ریخته‌شده بر زمین است.

## زندگی و تحصیلات
لیندا بنگلیس در روز بیست و پنجم ماه اکتبر سال ۱۹۴۱ در لیک‌چارلز لوئیزیانا به دنیا آمد. او یونانی-امریکایی است. پدرش مایکل فروشندهٔ مصالح ساختمانی و مادرش اهل می‌سی‌سی‌پی و دختر یک واعظ بوده‌است. لیندا بین پنج فرزند پدر و مادرش بزرگ‌ترین است. او فارغ‌التحصیل از دانشگاه ایالتی مک‌نیس است.